# Balanitaceae
Balanitaceae is een botanische naam, voor een familie van tweezaadlobbige planten. Een familie onder deze naam wordt vrij zelden erkend door systemen voor plantentaxonomie, en ook niet door het APG-systeem (1998), het APG II-systeem (2003) of het APG III-systeem (2009).
Het gaat dan om een kleine familie, bestaande uit één geslacht, Balanites.